# وناتچی (واشینگتن)
وناتچی (به انگلیسی: Wenatchee) شهری در شهرستان چیلان، ایالت واشنگتن است که در سرشماری سال ۲۰۱۰ میلادی، ۳۱۹۲۵ نفر جمعیت داشته است.